# Giuseppe Ciccimarra
Giuseppe Ciccimarra (Altamura, 22 maggio 1790 – Venezia, 5 dicembre 1836) è stato un cantante lirico italiano.

## Biografia
Nacque ad Altamura da Francesco Ciccimarra e Anna Traetta, dove si avvicinò alla musica in tenera età ed apprese ivi le prime nozioni; nel 1802 fu iscritto al conservatorio di San Pietro a Maiella a Napoli, dove conseguì il diploma in canto e pianoforte. Intraprese la carriera come tenore ed esordì ufficialmente nel 1816 al teatro del Fondo nell'interpretazione di Pizarro dell'opera di Ferdinando Paër intitolata Leonora ossia L'amore coniugale.
La sua attività fu prevalentemente concentrata a Napoli, esibendosi spesso nei teatri di San Carlo e del Fondo, in svariate opere, quali l'Armida di Rossini, la Vestale di Spontini, l'Adelaide di Baviera e molte altre. Assai stimato da Gioachino Rossini e Giovanni Pacini, fu spesso scelto come primo tenore durante le rappresentazioni e fece parte di importanti compagnie teatrali.
Ebbe in sposa la viennese Anna Rau, dal cui rapporto ebbe quattro figli: Carolina, Francesco, Luigi e Ugo. Si trasferì a Vienna nel 1828 e quivi insegnò canto e pianoforte. Fu maestro di canto del soprano Adele Muzzarelli. Più tardi fu nominato direttore di canto al Kärntnerthortheater (Teatro imperiale di musica italiana), nel 1835 si ammalò di una grave malattia e nel 1836 si spense a Venezia.